# Barrage de Parker
Le barrage de Parker (en anglais : Parker Dam) est barrage poids-voûte en béton sur le fleuve Colorado, à la frontière entre l'Arizona et la Californie aux États-Unis.
Il se situe au niveau des gorges que le fleuve parcourt entre les Monts Whipple (en) et les Monts Buckskin (en), à 250 km en aval du Barrage Hoover.
Construit entre 1934 et 1938 par le Bureau of Reclamation, il mesure 98 m de haut, dont 70 m sous le niveau du lit de la rivière, ce qui en fait le barrage le plus profond du monde. Ses fonctions principales sont la constitution d'un réservoir et la production d'énergie hydroélectrique. Le réservoir créé par le barrage est appelé lac Havasu et peut contenir 800 millions de mètres cubes d'eau.

## Production électrique

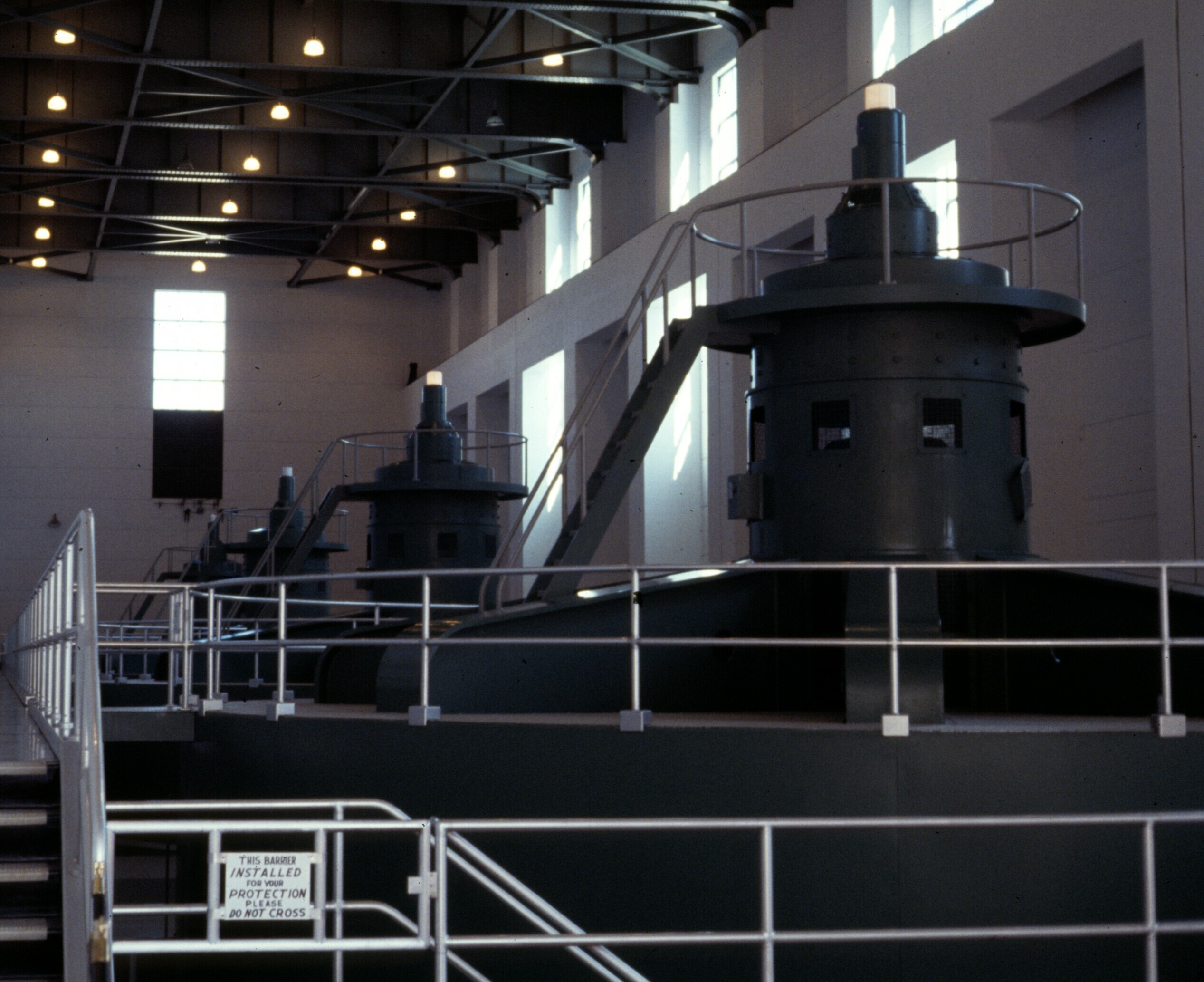
Salle des turbines (photo de 1973).

La centrale dispose de quatre turbines Francis, avec une capacité totale de 120 MW. Chaque turbine pèse 27 tonnes. La hauteur de chute est de 22 m. Elle produit de l'électricité à un rendement de 97 %. La moitié de l'électricité produite est utilisée par le Metropolitan Water District (en) pour pomper de l'eau le long de l'aqueduc du Colorado, et le reste est vendu à des entreprises en Californie, en Arizona et au Nevada. La production électrique est limitée par l'obligation de garder le niveau d'eau du lac Havasu à une cote située entre 134 et 137 mètres pour le bon fonctionnement des stations de pompage du Central Arizona Project et de l'aqueduc du Colorado.

## L'approvisionnement en eau
Le lac Havasu alimente l'aqueduc du Colorado, qui est exploité par le Metropolitan Water District of Southern California, qui fournit de l'eau pour presque toutes les villes des régions autour du grand Los Angeles, de San Bernardino et de San Diego. Le district a financé la presque totalité du coût du barrage, mais il appartient au Bureau of Reclamation qui en assure l'exploitation.
Le lac Havasu alimente également l'aqueduc du Central Arizona Project (CAP). Le canal est conçu pour fournir de l'eau pour les zones d'agriculture irriguée, ainsi que l'eau municipale pour plusieurs collectivités de l'Arizona, notamment les régions métropolitaines de Phoenix et Tucson.

## Controverses
La construction du barrage a fait l'objet de contestations en Arizona. Élaboré dans le cadre plus large du Colorado River Compact (en) de 1922, le projet a été pénalisé par la position de plusieurs groupes politiques et d'entreprises privées de l'Arizona, qui rejetaient le plan en bloc, refusant de le signer jusqu'en 1944. L'État d'Arizona a même continué à contester sa dotation en eau jusqu'à ce qu'une décision (en) de la Cour suprême règle la question en 1963. La cour a dû ajuster l'accord plusieurs fois depuis, le plus récemment en 2000. En 2008 encore, le Sénateur de l'Arizona John McCain a appelé à une renégociation du plan.
En 1935, lorsque le gouverneur de l'Arizona Benjamin Baker Moeur (en) envoie 6 membres de la Garde Nationale de l'Arizona (en) observer l'avancement de la construction du barrage, ils rapportent qu'il y a des opérations de construction sur la rive se situant en Arizona. Le procureur général de l'Arizona (en) Arthur de La Prade affirme que le Metropolitan Water District n'a pas le droit de construire sur le territoire de l'Arizona, ce qui permet au Gouverneur de Moeur d'envoyer un plus grand contingent de la Garde Nationale pour mettre fin à la construction par la force. Les troupes sont rappelées quand le Secrétaire de l'Intérieur, Harold L. Ickes interrompt la construction jusqu'à ce que la question soit réglée.
Le ministère de l'Intérieur poursuit l'État d'Arizona en justice sur cette question, en espérant mettre un terme à son intervention. À la surprise du Ministère, la Cour Suprême donne raison à l'État d'Arizona et rejette l'injonction. La Cour juge que le barrage n'a jamais été directement approuvé par le Congrès et que la Californie n'a pas le droit de construire en Arizona sans le consentement de cet État. L'Arizona accepte finalement d'autoriser la construction du barrage en échange de l'approbation du projet d'irrigation de la rivière Gila.